# Адамастор (бронепалубен крайцер, 1897)
Адамастор (на португалски: Adamastor, от 1910 г. – NRP Adamastor) е малък бронепалубен крайцер на португалските ВМС от началото на 20 век. Построен е в Италия с приходите от национална подписка, проведена след ултиматума на Великобритания до Кралство Португалия през 1890 г. Името на кораба произхожда от „Адамастор“ – митичен персонаж на Луиш ди Камоинш.
Играе важна роля в републиканската революция, като на 5 октомври 1910 г. е един от двата разбунтувалите се крайцера. През 1917 г. „Адамастор“ е изпратен до Келимане в Португалска Източна Африка. Присъствието на крайцера е решаващ фактор за предотвратяване на германското напредване към града (жизненоважно пристанище) след победата на Германия в битката при Накамура. През 1934 г. корабът е изведен от експлоатация във ВМС и продаден на търговския флот.

## Коментари
1. ↑  Префиксът „NRP“ е от на португалски: Navio da República Portuguesa (Кораб на Португалската република).